# Konstancin-Jeziorna

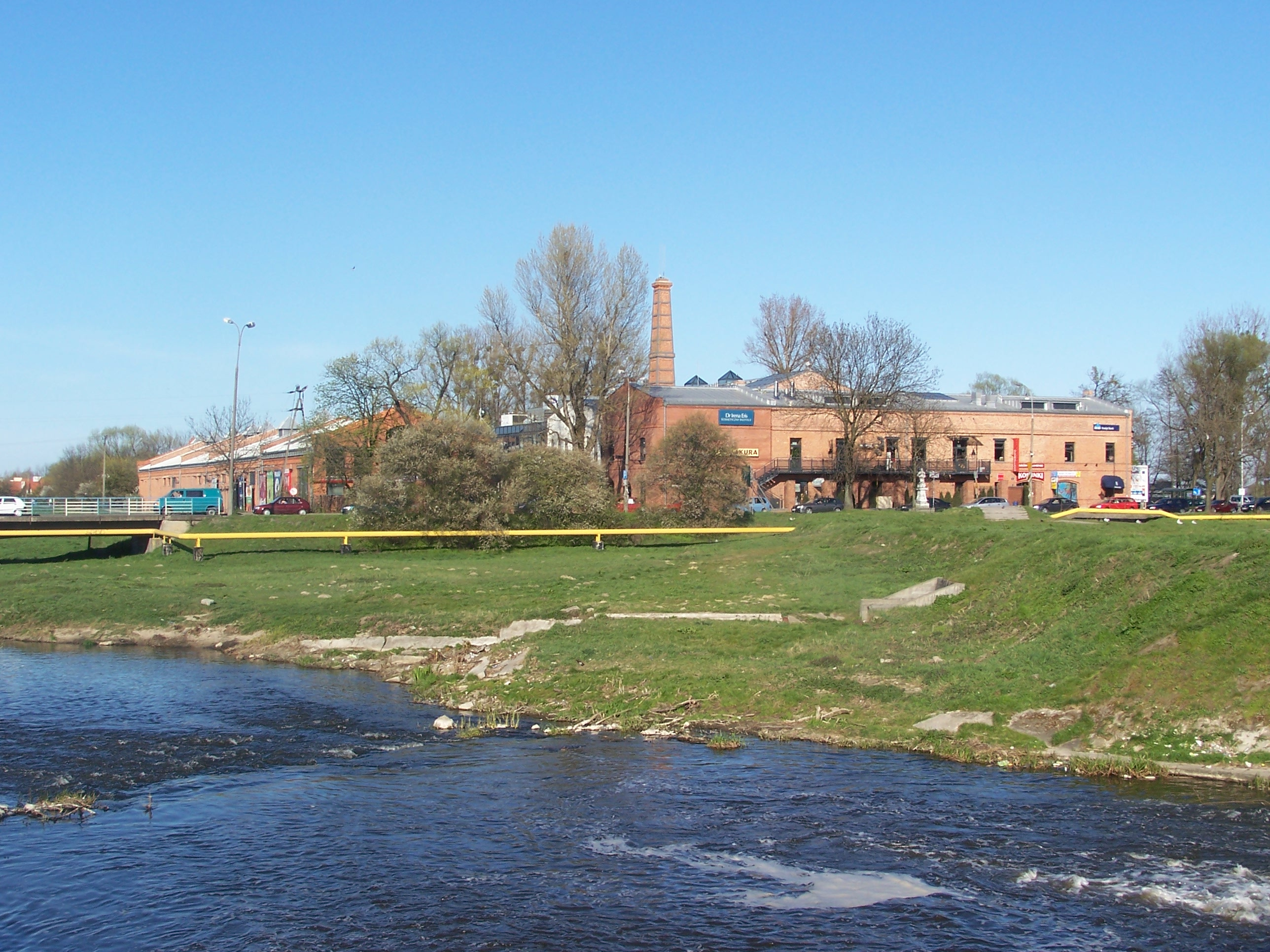
Das alte Papierwerk im Jahr 2007

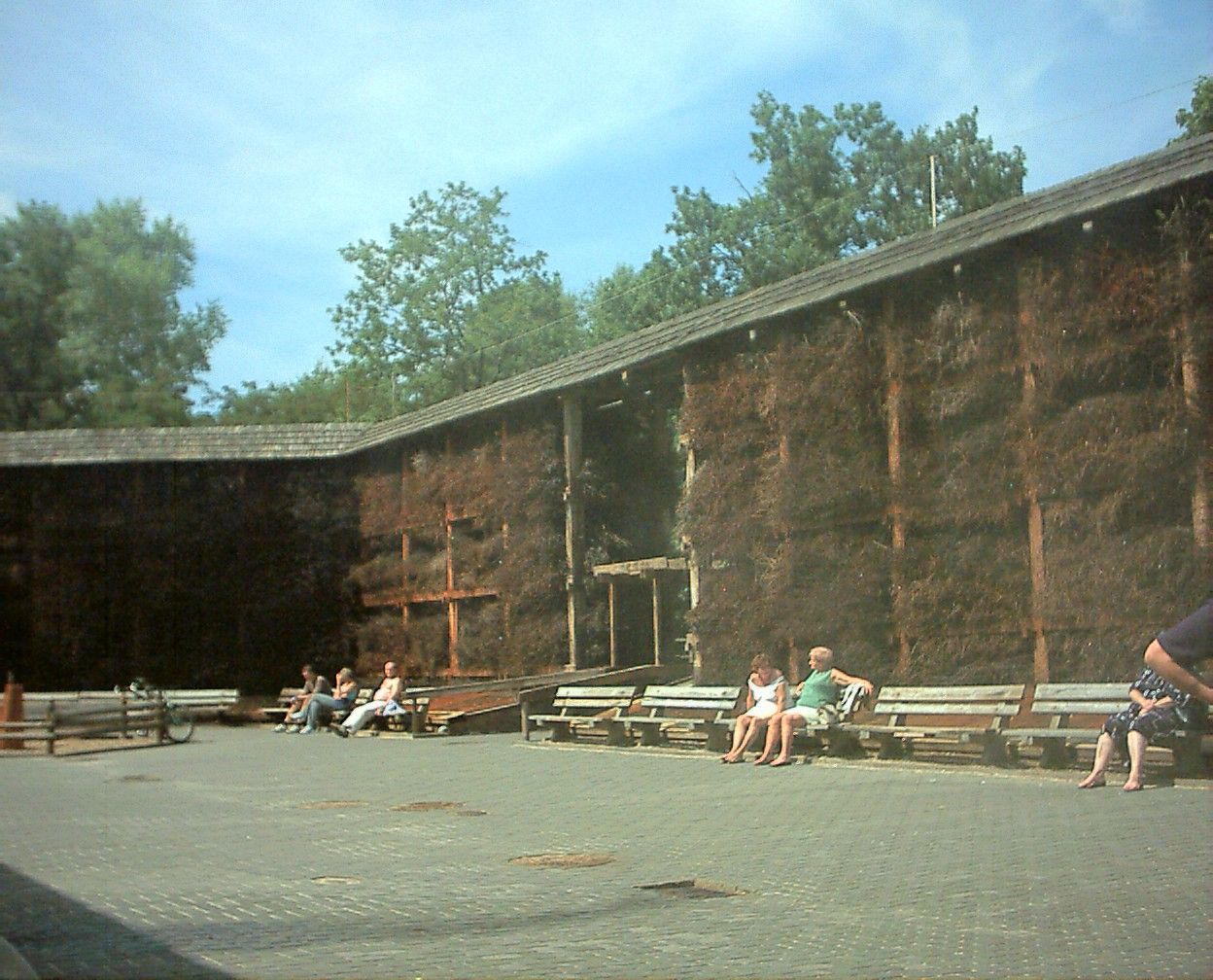
Das Gradierwerk

Konstancin-Jeziorna ist eine Kleinstadt im Landkreis Piaseczno der Woiwodschaft Masowien in Polen. Sie ist Sitz der gleichnamigen Stadt-und-Land-Gemeinde mit 24.621 Einwohnern (Stand 31. Dezember 2020).
Der an den Südrand Warschaus grenzende Kurort wurde in einen Kiefernwald gebaut. Er ist für seine zahlreichen Villen bekannt, von denen viele unter Denkmalschutz stehen, und gilt als eine der prominentesten Wohnadressen in Polen.

## Geographische Lage
Zum Gemeindegebiet gehören weite Flächen an Agrarland und Wälder. Im Osten wird es von der naturbelassenen, nicht schiffbaren Weichsel mit ihren Sandstränden begrenzt. In dem unter Naturschutz stehenden Uferstreifen zwischen dem Fluss und einem kilometerlangen Deich gegen Hochwasser haben sich Biber angesiedelt. Durch die Stadt verläuft der Fluss Jeziorka. Die südlichen und westlichen Ortsteile wurden in einen Kiefernwald gebaut, an den sich ein Naturschutzgebiet anschließt. Das Mikroklima des Ortes sorgt dafür, dass Konstancin ein bevorzugtes Naherholungsgebiet der Warschauer ist. Konstancin-Jeziorna grenzt im Norden an die Warschauer Stadtteile Wilanów und Ursynów, im Westen an die Kreisstadt Piaseczno. Benachbarte Städte sind weiterhin Karczew, etwa fünf Kilometer östlich am anderen Ufer der Weichsel und etwa 13 Kilometer südlich Góra Kalwaria.

## Geschichte
Mehrere der Ortschaften, aus denen sich die heutige Stadt zusammensetzt, entwickelten sich an einem Handelsweg nach Warschau. Die wahrscheinlich älteste Siedlung ist Cieciszew. Dort bestand bereits im 13. Jahrhundert eine Pfarrgemeinde.
Ende des 18. Jahrhunderts wurde im heutigen Ortsteil Jeziorna ein Papierwerk errichtet. Nach der Dritten Teilung Polens gehörten die Orte zum russischen Teilungsgebiet, 1807 zum von Napoléon Bonaparte gegründeten Herzogtum Warschau, 1815 zu Kongresspolen, somit zum Zarenreich.
Konstancin wurde erst 1897 gegründet. Es wurde von den Grafen Witold Skórzewski und Władysław Mielżyński zur Sommerfrische für betuchte Bürger Warschaus errichtet. Das Gelände südlich des Flusses Jeziorka umfasste 225 Morgen Wald und Brachland. Es wurde in zwei Phasen erschlossen. Zunächst wurden zwei Parks, ein Hotel, ein Kasino, ein Bahnhof, Strom- und Wasserversorgung angelegt. Dann wurden 262 Parzellen Bauland (jeweils zwischen 3000 und 10.000 m²) verkauft. Auf jeder von ihnen durfte nur ein freistehendes Wohnhaus gebaut werden, dessen Straßenfront mindestens sechs Meter breit sein musste. Daraus erklärt sich die prächtige Villenarchitektur, die größtenteils noch erhalten ist. Zu Beginn nutzte vor allem die sehr wohlhabende Schicht die Möglichkeiten des Ortes, später entstanden auch Pensionen, welche die Erholung auch für die Mittelschicht möglich machte.
Während des Ersten Weltkrieges kam es im Oktober 1914 auf dem Gebiet der heutigen Stadt zu Gefechten zwischen Russen und Deutschen. Die Gefallenen beider Kriegsparteien wurden auf dem Friedhof des später eingemeindeten Dorfs Ciesiszew sowie am Rande eines Feldes oberhalb des Naturschutzgebiets Skarpa Oborska am Südostrand des Stadtgebiets beigesetzt. Nach Ende des Krieges wurden die Orte Teil des wiederentstandenen Polens, viele Mitglieder der neuen Staatselite bezogen Villen in Konstancin. Im Zweiten Weltkrieg requirierten die deutschen Besatzer zahlreiche Villen, unter ihnen der „Gouverneur des Distrikts Warschau“, der SA-Oberführer Ludwig Fischer. Am 29. August 1943 befahl Fischer seiner Wachmannschaft, mit gezielten Schüssen die Zuschauer eines Fußballspiels in Konstancin auseinanderzutreiben; dabei gab es mehrere Tote. Die Besatzungsbehörden hatten Sportveranstaltungen für Polen verboten.
Nach Niederschlagung des Warschauer Aufstandes durch die Deutschen marschierte Anfang 1945 die Rote Armee ein. Während der Volksrepublik Polen wurden die meisten Villen enteignet und von der Parteielite in Besitz genommen. Hier lebten unter anderem Bolesław Bierut, der die während des Kriegs vom deutschen Kriegsverbrecher Ludwig Fischer bewohnte Villa bezog, Władysław Gomułka und Edward Gierek.
1962 wurde in Konstancin ein Krankenhaus eröffnet. Im Jahre 1969 wurden die Verwaltungen von Konstancin und Jeziorna zusammengelegt, und es entstand die heutige Stadt Konstancin-Jeziorna. 1976 wurde im Ortsteil Królewska Góra ein Rehabilitationszentrum für Unfallopfer gebaut.
Von 1975 bis 1998 gehörte die Gemeinde zur Woiwodschaft Warschau. Nach der politischen Wende von 1989/90 konnten viele Alteigentümer wieder ihre Häuser übernehmen. Auch wurden Dutzende neuer Villen sowie mehrere Siedlungen höheren Standards gebaut. Anfang 2024 hatte Konstancin auf dem polnischen Immobilienmarkt im Durchschnitt die höchsten Quadratmeterpreise für Häuser.

## Kultur und Sehenswürdigkeiten

### Museen
- das Museum der Papierherstellung (Muzeum Papiernictwa)
- Private Kunstsammlung mit Werken vor allem polnischer Künstler der klassischen Moderne („École de Paris“) (Villa La Fleur)

### Bauwerke
- Altes Papierwerk (Stara Papiernia): Ende des 18. Jahrhunderts wurde im heutigen Ortsteil Jeziorna ein Papierwerk errichtet, das erste Masowiens und eines der ersten in Polen. Mitte des 19. Jahrhunderts kam eine Arbeitersiedlung dazu. Zur selben Zeit wurde in einem Kilometer Entfernung eine moderne, wesentlich größere Papierfabrik errichtet, die Warszawskie Zakłady Papiernicze; sie stellte 2012 ihren Betrieb ein. Das alte Papierwerk brannte 1984 aus. In den 1990er Jahren wurden die Gebäude wiederaufgebaut und zu einem Einkaufszentrum umgewidmet. Dazu gehören Cafés und Restaurants. Auf diese Weise ist ein neues Ortszentrum entstanden.
- Zahlreiche Villen vom Ende des 19. bis zum 21. Jahrhundert in vielerlei Baustilen. Die meisten der während der Parteiherrschaft entweder verfallenen, zu Kommunalwohnungen umfunktionierten oder an Spitzenfunktionären übereignete Villen wurden seit dem Ende des 20. Jahrhunderts aufwändig restauriert und stehen unter Denkmalschutz.[9]

### Kurort
Konstancin-Jeziorna ist ein Kurort. Bereits Ende des 19. Jahrhunderts wurden die ersten Pensionen für Erholungssuchende gebaut. Nachdem das Reichsheer 1915 die russische Armee aus dem Großraum Warschau verdrängt hatte, richteten die Deutschen in Konstancin ein Lazarett ein. 1917 verliehen die von den deutschen Besatzern eingesetzten polnischen Behörden dem Ortsteil Konstancin den offiziellen Status eines Kurorts. In der Zwischenkriegszeit entstanden weitere Pensionen, 1931 eröffnete das erste große Sanatorium. Nach dem Ende der deutschen Besatzung im Zweiten Weltkrieg wurde ein großes Krankenhaus aus dem zerstörten Warschau nach Konstancin verlagert. Der Ort wurde eines der Zentren Polens für die Rehabilitation von Unfallopfern, zahlreiche prominente Chirurgen und Orthopäden fanden hier Anstellung, vor allem im neugebauten medizinischen Komplex Stocer.
1980 wurde ein Gradierwerk im Stadtpark errichtet. Anfang des 21. Jahrhunderts zählte die Stadt vier große Kurkliniken, die Patienten stationär wie ambulant behandeln und über moderne Rehabilitationseinrichtungen verfügen, darunter Hallenbäder. Hinzu kommen zahlreiche Praxen von Fachärzten sowie mehrere Praxen für medizinische Massagen.

## Gemeinde
Zur Stadt-und-Land-Gemeinde (gmina miejsko-wiejska) Konstancin-Jeziorna mit einer Fläche von 78,3 km² gehören die Stadt selbst und eine Reihe von Dörfern mit Schulzenämtern.

## Partnerstädte und -gemeinden
- Leidschendam-Voorburg in der Provinz Südholland, Niederlande
- Saint-Germain-en-Laye in der Region Île-de-France, Frankreich
- Pisogne in der Lombardei, Italien
- Hranice na Moravě in Tschechien
- Kremenez im Westen der Ukraine
- Naujoji Vilnia in Litauen
- Denzlingen in Baden-Württemberg, Deutschland

## Verkehr
In Ost-West-Richtung führt die Woiwodschaftsstraße DW721 durch die Stadt. In Nord-Süd-Richtung verläuft die DW724.
Einen eigenen Bahnanschluss hat Konstancin-Jeziorna nicht mehr; nach Warschau gibt es Linienbusverbindungen.
Der nächste internationale Flughafen ist der Frédéric-Chopin-Flughafen Warschau, welcher etwa 15 Kilometer nordwestlich von Konstancin-Jeziorna liegt.

## Persönlichkeiten

### Prominente Einwohner
- Bolesław Bierut (1892–1956), Staatspräsident
- Maria Dąbrowska (1889–1965), Schriftstellerin
- Urszula Dudziak (* 1943), Jazzsängerin
- Ludwig Fischer (1905–1947), NS-Kriegsverbrecher
- Edward Gierek (1913–2001), Generalsekretär der Arbeiterpartei
- Władysław Gomułka (1905–1982), Generalsekretär der Arbeiterpartei
- Roman Kosecki (* 1966), Fußballspieler
- Małgorzata Kożuchowska (* 1971), Schauspielerin
- Ryszard Krauze (* 1956), Unternehmer
- Jan Kulczyk (1950–2015), Unternehmer
- Tomasz Lis (* 1966), Journalist
- Zbigniew Niemczycki (* 1947), Unternehmer
- Maryla Rodowicz (* 1945), Pop- und Rocksängerin
- Jerzy Urban (1933–2022), Journalist und Regierungssprecher
- Władysław Witwicki (1878–1948), Psychologe und Philosoph
- Marian Woronin (* 1956), Leichtathlet
- Zbigniew Zamachowski (* 1961), Schauspieler
- Stefan Żeromski (1864–1925), Schriftsteller

### Ehrenbürger
- Józef Piłsudski (1867–1935), verliehen 1928
- Bogdan Jaworek, verliehen 1992
- Sue Ryder (1923 oder 1924–2000), verliehen 1997
- Wil de’ Vreeze, verliehen 1997
- Johannes Paul II. (1920–2005), verliehen 1999
- Johan Van Reisen, verliehen 2000
- Józef Hlebowicz, verliehen 2000
- Marian Weiss, verliehen 2001.